# Pujo-le-Plan
Pujo-le-Plan é uma comuna francesa na região administrativa da Nova Aquitânia, no departamento de Landes. Estende-se por uma área de 18,51 km². Em 2010 a comuna tinha 642 habitantes (densidade: 34,7 hab./km²).